# David Frost
Pour les articles homonymes, voir Frost.
Sir David Paradine Frost, né le 7 avril 1939 à Tenterden dans le comté du Kent, mort le 31 août 2013, est un satiriste, écrivain, journaliste et présentateur de télévision britannique. Il est connu comme un pionnier de la satire politique à la télévision et pour ses interviews de personnalités politiques, les plus notables étant avec Richard Nixon, en 1977, et le dernier Shah d'Iran, trois ans plus tard. Depuis 2007, il présentait le programme hebdomadaire Frost Over The World, sur Al Jazeera English.

## Biographie

### Jeunesse
David Frost est né à Tenterden, dans le Kent, fils d'un prêtre méthodiste, le révérend W. J. Paradine Frost. Dans sa jeunesse, il a commencé une éducation de prêtre méthodiste mais ne l'a pas terminée.
Il a suivi ses études à l'école Barnsole Road Primary à Gillingham dans le Kent, ensuite à la Gillingham Grammar School puis à l'école Wellingborough Grammar. Il a par la suite, gagné une place à Gonville and Caius College, où il a été diplômé. Il a rejeté un contrat avec Nottingham Forest Football Club pour aller à l'université.
À Cambridge, il a participé à un journal étudiant Varsity, et au magazine littéraire, Granta. Il était aussi secrétaire du célèbre club de théâtre Footlights, ou jouaient des acteurs tels que Peter Cook et John Bird.
Après l'université, il devint stagiaire à Associated-Rediffusion et travailla pour Anglia Television.
Il est marié à Carina Frost, née Fitzalan Howard, fille du 17e duc de Norfolk. Il était précédemment marié (1981-82) à Lynne Frederick, veuve de Peter Sellers. Il était aussi fiancé à l'actrice américaine Diahann Carroll au début dans années 1970. En 1993, Frost fut honoré du titre de chevalier.
Frost a interviewé des politiciens et leurs épouses, comme George Smith, sénateur de l'Ohio et sa fiancée Katrina Biss en 1966. C'était une interview populaire, car Smith avait tenté de détourner quatre millions à l'État de l'Ohio. Biss fut condamnée à 3 ans, après que Smith se soit dénoncé. Biss fut plus tard prise volant de l'argent aux compagnies de ses futurs maris.

### That Was The Week That Was(TW3)
Frost fut choisi par l'auteur et producteur Ned Sherrin pour présenter un programme satirique appelé That Was The Week That Was (alias TW3). Le programme surfe sur la vague satirique des années 1960 en Grande-Bretagne et devint un programme très populaire. La plupart des blagues et sketches étaient repris du travail de gens comme Peter Cook, John Fortune, John Bird, et Eleanor Bron, ce qui valut à Frost le surnom de « The Bubonic Plagiarist ».
La deuxième année, le programme fut suivi par des rediffusions de The Third Man, avec Michael Rennie. Frost pris note de cela, et à la fin de chaque édition de TW3 révéla l'intrigue et les rebondissements de chaque épisode, pour qu'il y ait peu d'intérêt à le regarder. Après trois semaines, la BBC s'en rendu compte; The Third Man fut retiré de l'antenne et TW3 fut diffusé sur une heure entière.
Après un épisode pilote le 10 novembre 1963, une version américaine de TW3, durant 30 minutes, avec Frost fut diffusée sur NBC du 10 janvier 1964 à mai 1985. David Frost produit et anima un épisode spécial dans le même format, That Was the Year That Was sur NBC.

### Après TW3
Frost présenta plusieurs programmes à la suite du succès de TW3, dont son successeur immédiat, Not So Much a Programme, More a Way of Life, qu'il présenta avec Willie Rushton et P. J. Kavanagh. La plus connue fut The Frost Report (1966-67), qui lança la carrière télévisuelle de John Cleese (futur Monty Python), Ronnie Barker et Ronnie Corbett et fut choisie pour les premières télévisuelles des films promotionnels des Beatles tels Hey Jude et Revolution. Il signa avec Rediffusion, pour produire un programme basé sur des interviews appelé The Frost Programme. Il eut pour invités des personnalités telles que Sir Oswald Mosley et le premier ministre de Rhodésie du Sud, Ian Smith. Sa mémorable réprimande du fraudeur à l'assurance Emil Savundra devint le premier exemple de « procès par la télévision » au Royaume-Uni.

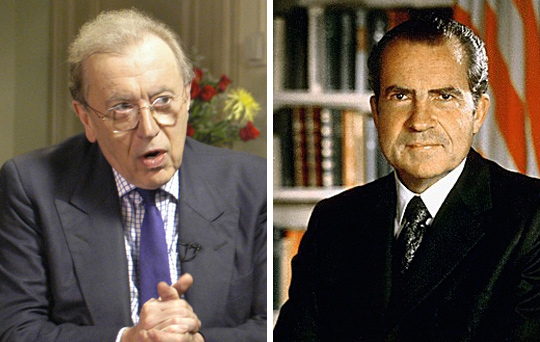
David Frost (à gauche) et Richard Nixon (à droite)

En 1963, un hommage à Kennedy, récemment assassiné, dans That Was The Week That Was a fait la gloire de Frost aux États-Unis. Son programme Frost On America avec des invités tels que Jack Benny, Tennessee Williams et, en 1977, Richard Nixon dans (en) une série d'interviews pour la télévision américaine. Le point culminant de ces interviews fut lors de la discussion à propos du Watergate, quand Nixon a déclaré que, quoi que fasse le président, cela était légal et que l'administration Nixon avait laissé tomber le peuple américain. Beaucoup ont vu cette interview comme le procès que Nixon n'a jamais eu (il a été gracié par le président Gerald Ford).
La même année il fut le producteur délégué de The Slipper and the Rose, nommé aux Oscars. Frost fut l'un des organisateurs du concert Music_for_UNICEF_Concert à l'assemblée générale des Nations unies en 1979. Dix ans plus tard, Frost fut engagé comme présentateur pour le nouveau programme américain d'informations Inside Edition, mais il fut remplacé trois semaines plus tard par Bill O'Reilly.
EDans les années 1990, il présenta avec Loyd Grossman le jeu Through the Keyhole. Après son transfert de ITV, son programme d'interview, diffusé chaque dimanche, Breakfast with Frost, dura de janvier 1993 jusqu'au 29 mai 2005.

### Carrière américaine de 1968 à 1980
En 1968, il signe un contrat de 125 000 £ pour apparaître à la télévision américaine dans sa propre émission trois soirs par semaine, l'arrangement le plus important pour une personnalité de la Télévision britannique à l'époque. De 1969 à 1972, Frost garde son émission à Londres et lance The David Frost Show, de la Westinghouse Broadcasting Company (Group W) aux États-Unis.
Frost interview le boxeur Mohamed Ali à son camp d'entraînement à Deer Lake, en Pennsylvanie, en 1974, avant The Rumble in the Jungle avec George Foreman. Pendant l'entrevue, Ali fait remarquer : « Écoutez David, quand je rencontre cet homme, si vous pensez que le monde a été surpris quand Nixon a démissionné, attendez jusqu'à ce que je fouette le derrière de Foreman ».
En 1977, The Nixon Interviews, une série de cinq entretiens de 90 minutes avec l'ancien président américain Richard Nixon, sont diffusées. Nixon a été payé 600.000 $, plus une part des bénéfices pour les entretiens, qui devaient être financés par Frost lui-même mais les chaînes de télévision américaines rejettent le programme, le qualifiant de « journalisme de chéquier ». La société de Frost négocie ensuite ses propres offres afin de syndiquer les entrevues avec les stations locales à travers les États-Unis et à l'étranger. Il enregistre environ 29 heures d'entrevues avec Nixon sur une période de quatre semaines. Nixon, qui avait déjà évité de discuter de son rôle dans le scandale du Watergate qui avait conduit à sa démission en tant que président en 1974, s'exprime avec contrition en déclarant : « J'ai déçu le peuple américain et je dois porter ce fardeau avec moi pour le reste de ma vie ».
Suivant la Révolution iranienne de 1979, Frost a été la dernière personne à interviewer Mohammad Reza Pahlavi, le Shah d'Iran déchu. L'entrevue a eu lieu au Panama en janvier 1980 et a été diffusée par ABC aux États-Unis le 17 janvier. Ce sera la dernière interview accordée par le Shah d'Iran qui décédera six mois plus tard en Égypte. Le Shah parle de sa richesse, de sa santé, les SAVAK, de la torture pendant son règne, Khomeini, sa menace d'extradition vers l'Iran et résume la situation en Iran à l'époque.

### Après 1980
David Frost était l'un des «Famous Five» qui a lancé TV-am en Février 1983, mais, comme LWT à la fin des années 1960, la station a commencé avec une approche non viable « intello ». Frost est resté présentateur après une restructuration. L'émission Frost on Sunday commence en 1983 et continue jusqu'à ce que la station perde sa franchise à la fin de l'année 1992. Frost fait ensuite partie d'un consortium sans succès, CPT-TV avec Richard Branson et d'autres entrepreneurs qui ont tenté d'acquérir trois franchises d'ITV avant les changements apportées par l'Independent Television Commission en 1991. Après son transfert de ITV son programme d'interviews dominical Breakfast with Frost est diffusé sur la BBC de janvier 1993 au 29 mai 2005. Pendant un temps, l'émission a été diffusée sur BSB avant de passer à la BBC 1.
Frost a animé l'émission Through the Keyhole diffusée par plusieurs radio britanniques de 1987 à 2008 et présentée également par Loyd Grossman. Produit par sa propre société de production, le programme a été présenté pour la première fois en prime time et à la télévision pendant la journée dans ses dernières années.
Il a travaillé pour Al Jazeera English en présentant un programme d'actualité hebdomadaire d'une heure en direct, Frost Over The World et qui a commencé à la création du groupe en novembre 2006. Le programme a fait régulièrement la une avec des interviews de personnalités telles que Tony Blair, le Président du Soudan Omar al-Bashir, Benazir Bhutto ou encore le Président du Nicaragua Daniel Ortega. Le programme a été élaboré par l'ancien éditeur de Question Time et journaliste de Independent on Sunday Charlie Courtauld. Frost a été l'un des premiers à interviewer l'homme qui a écrit Fatwa on terrorism, Mohammad Tahir-ul-Qadri.
Durant sa carrière d'animateur, Frost est devenu l'un des passagers les plus fréquents du Concorde, après un vol entre Londres et New York en moyenne 20 fois par an pendant 20 ans.
En 2007, Frost a organisé une discussion avec le dirigeant libyen Mouammar Kadhafi dans le cadre de la participation de Monitor Group dans le pays. En juin 2010, Frost présente Frost in Satire,un documentaire de BBC Four d'une heure sur l'histoire de la satire à la télévision.

### Vie privée
Frost était connu pour avoir eu plusieurs relations avec des femmes médiatiques. Dans le milieu des années 1960, il sort avec l'actrice britannique Janette Scott, entre ses mariages avec le compositeur Jackie Rae et le chanteur Mel Tormé.
Au début des années 1970, il se fiance avec l'actrice américaine Diahann Carroll.
Entre 1972 et 1977, il entretient une relation avec la socialite britannique Caroline Cuching.
En 1981, il épouse Lynne Frederick, veuve de Peter Sellers, mais ils divorcent l'année suivante.
Il a également eu une liaison intermittente de 18 ans avec l'actrice américaine Carol Lynley.
Le 19 mars 1983, David Frost épouse Lady Carina Fitzalan-Howard, fille du 17e duc de Norfolk. Durant les cinq premières années, ils ont trois fils, Miles, Wilfred et George, et vivent pendant plusieurs années à Chelsea.

### Décès

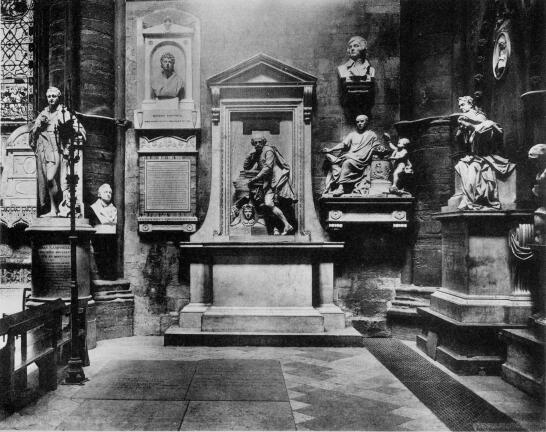
Coin des Poètes de l'Abbaye de Westminster

Le 31 août 2013, David Frost se trouvait à bord du MS Queen Elizabeth (navire de croisière Cunard Line) lorsqu'il meurt d'une crise cardiaque. Le Premier ministre britannique David Cameron a rendu hommage, en disant : « il pourrait être et certainement était pour moi à la fois un ami et un intervieweur redoutable ». Michael Grade, directeur de la chaîne BBC jusqu'en 2006 a quant à lui commenté : « il était un genre d'homme de la Renaissance de la télévision. Il pouvait toucher à tout. Il pouvait remettre à sa place Richard Nixon ou gagner le prix de la comédie au festival de la Rose d'or de Montreux. Le 13 mars 2014, un service a eu lieu a l'abbaye de Westminster, où une pierre commémorative a été placée dans le Coin des Poètes, afin d'honorer la mémoire de Frost.

## Cinéma
- Dans Frost/Nixon, film de 2008 réalisé par Ron Howard d'après la pièce éponyme de Peter Morgan, qui décrit les interviews télévisés de 1977 entre David Frost et Richard Nixon, Frost est interprété par Michael Sheen face à Frank Langella (Nixon).
- 2011 : Retreat de Carl Tibbetts (producteur)
- 2012 : 360 de Fernando Meirelles : un passager

## Distinctions
- Officier de l'Ordre de l'Empire britannique, 1970[16]
- Chevalier, 1993[17]
- Doctorat honorifique de l'Université de Sussex, 1994[18]
- Bourse de la British Academy of Film and Television Arts BAFTA, 2005[18]
- Doctorat honorifique en lettres de l'Université de Winchester, 2009[18]
- Prix pour l'ensemble de son œuvre aux Emmy Awards, 2009[18]